# 피트 (디즈니)
피트(Pete)는 초창기에는 곰을, 중기부터는 고양이를 의인화한 디즈니캐릭터이다.
미키, 도널드, 구피의 라이벌이기도 하다.

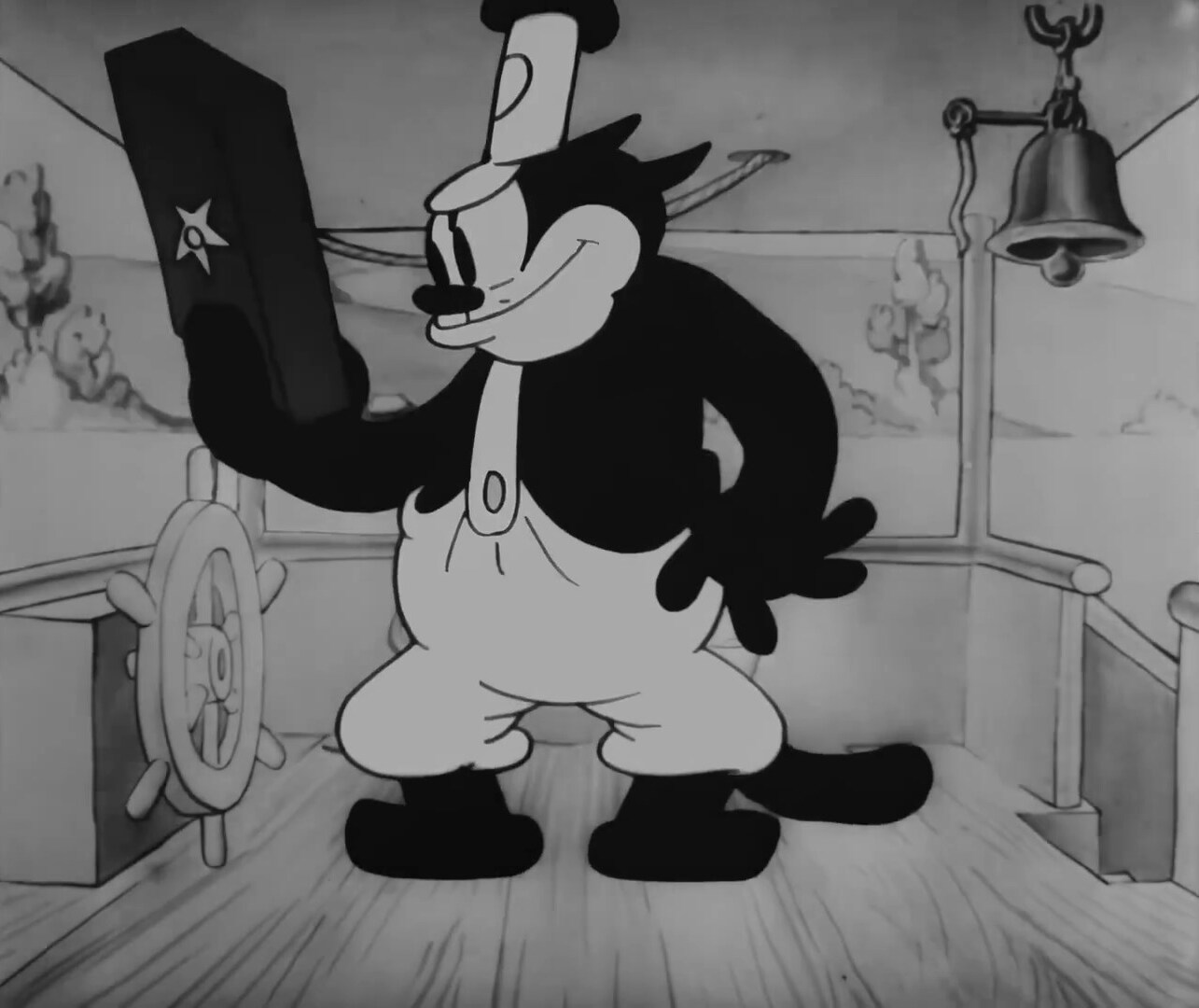
Pete

## 프로필
| 제작    | 월트 디즈니, 어브 아이웍스              |
| 성우    | 짐 커밍스/온영삼(구피와 친구들), 한상덕 |
| 첫 등장 | Alice Solves the Puzzle(1925)           |
| 종류    | 의인화된 고양이                         |
| 성별    | ♂                                       |

## 에피소드
미키 마우스가 등장하기 전인 'Alice Solves the Puzzle'(1925)에서 처음 등장하여 1933년까지 쇼트 카툰 시리즈에 계속 등장하였다.
1928년 전까지는 곰으로 그려지다가 증기선 윌리에서부터 고양이라는 설정이 정착되었으며 현재까지 미키의 라이벌로 그려지고 있다.
미키의 클럽하우스에도 등장하여 가끔씩 미키일행을 방해하기도 하며
하우스 오브 마우스에는 클럽의 오너로 클럽을 닫을 궁리를 한다.
가장 최근에 등장한 작품은 디즈니 삼총사로,총사대의 대장이라는 설정으로 등장한다.
미키와 친구들의 등장인물들 중에서는 가장 크기가 큰 편으로 미키와 도널드는 피트의 다리 길이 보다 훨씬 작은 편이고 피트 다음으로 크기가 큰 편에 속하는 구피도 피트 보다 크기가 머리 하나 작은 정도의 크기이다. 다만 가끔씩은 구피와 크기가 비슷해 지기도 하며 구피와 친구들 한정으로는 구피 보다 머리 하나 컸던 크기가 여기 에서는 반대로 구피 보다 머리 하나 작은 크기가 되어 구피 보다 훨씬 컸던 크기가 반대로 구피 보다 훨씬 작은 크기가 되어 버렸다.